# 北極玖瑰獅魚
北極玖瑰獅魚，為輻鰭魚綱鮋形目杜父魚亞目獅子魚科的其中一種，分布於北極圈及東北大西洋海域，棲息深度1080-2365公尺，體長可達31公分，為深海底棲性魚類，屬肉食性，以甲殼類為食，生活習性不明。